# Крюково (Дзержинський район)
Крюково (рос. Крюково) — присілок в Дзержинському районі Калузької області Російської Федерації.
Населення становить 20 осіб. Входить до складу муніципального утворення Село Радгосп імені Леніна.

## Історія
Від 2004 року входить до складу муніципального утворення Село Радгосп імені Леніна.

## Населення
| 2002 | 2010 |
| ---- | ---- |
| 7    | ↗20  |